# Klasztor Minorytów w Ptuju
Klasztor Minorytów w Ptuju – klasztor zakonu Zakon Braci Mniejszych Konwentualnych położony w Ptuju, w północno-wschodniej Słowenii. W klasztorze znajduje się biblioteka ponad 5000 manuskryptów.

## Historia
Założony w XIII wieku. Ze względu na prowadzoną szkołę klasztorną zakonnikom udało się zachować klasztor podczas reform wprowadzonych przez cesarza rzymsko-niemieckiego Józef II Habsburg w 1784 roku działając nieprzerwanie już od ponad 700 lat.